# Taniusha Mollet
	Taniusha Mollet Capote (1985. október 29. –) venezuelai színésznő.

## Élete és pályafutása
1985. október 29-én született. Édesapja a Pedro Mollet ügyvéd, édesanyja, Tatiana Capote színésznő.
Első szerepét a Hazugságok hálójában című telenovellában játszotta, mint Leticia. 2010-ben változtatta meg művésznevét Taniusha Capote-ról Taniusha Mollet-re.
2013. december 7-én, Olaszországban született meg második fia.

## Filmográfia
| Év        | Eredeti Cím          | Cím                  | Szerep                             |
| --------- | -------------------- | -------------------- | ---------------------------------- |
| 2005      | Soñar no cuesta nada | Hazugságok hálójában | Lety                               |
| 2006      | Olvidarte jamás      | Sosem feledlek       | Bianca                             |
| 2007      | Dame chocolate       |                      | Azucena Amado Gutiérrez            |
| 2010–2011 | Sacrificio de mujer  |                      | Gina Talamonti és Marife Talamonti |